# El Hanchane
El Hanchane (en àrab الحنشان, al-Ḥanxān; en amazic ⵍⵃⵏⵛⴰⵏ) és un municipi de la província d'Essaouira, a la regió de Marràqueix-Safi, al Marroc. Segons el cens de 2014 tenia una població total de 4.965 persones.